# Regió de Gießen
La Regió de Gießen és una de les tres regions administratives (regierungsbezirke) de l'estat federat de Hessen, a Alemanya, situat al mig del Land. Va ser creada al 1981.
Està subdividida en cinc districtes (Landkreise): 
| Kreise (districtes) |
| --- |
| 1. Lahn-Dill-Kreis (Wetzlar) 2. Gießen (Gießen) 3. Limburg-Weilburg (Limburg) 4. Marburg-Biedenkopf (Marburg) 5. Vogelsberg (Lauterbach) |